# Neodon juldaschi
Campagnol des genévriers
Espèce
Statut de conservation UICN

 LC  : Préoccupation mineure
Le Campagnol des genévriers (Neodon juldaschi) est une espèce de mammifère rongeur. Il est présent en Asie centrale jusqu'au Pakistan et au nord-est de la Chine,.